# TSF Ludwigsfeld
Die Turn- und Sportfreunde Ludwigsfeld e. V., kurz TSF Ludwigsfeld, sind ein Breitensportverein im Ortsteil Ludwigsfeld der Kreisstadt Neu-Ulm im Westen von Bayern.

## Geschichte
Die Turn- und Sportfreunde Ludwigsfeld e.V. wurden 1947 gegründet und bieten u. a. die Sportarten Badminton, Basketball, Fußball, Handball, Tennis, Tischtennis, Turnen und Volleyball  an.

## Handball
Die Frauen der Handballabteilung haben den Verein überregional bekannt gemacht. Ihre größten Erfolge hatten sie
1987 mit der Vizemeisterschaft in der 2. Bundesliga Süd und 1985 mit dem Aufstieg in die 2. Handball Bundesliga der Frauen.
Die Handballfrauen spielten 2022/23 in der Frauen-Landesliga Baden-Württemberg und die Nachwuchsmannschaften
nahmen am Spielbetrieb des Bayerischen Handballverbandes (BHV) teil.

### Erfolge
- Aufstieg in die 2. Bundesliga (Gründungsmitglied) 1985
- Vizemeister Regionalliga Süd (2. Liga) 1985
- Vizemeister 2. Bundesliga (Süd) 1987
- DHB-Pokal 2. Hauptrunde

## Fußball

### Spielerpersönlichkeiten
- Michael Urban (Fußballspieler)
- Michael Bochtler (Fußballtrainer)